# Troglocyclocheilus khammouanensis
Troglocyclocheilus khammouanensis är en fiskart som beskrevs av Maurice Kottelat och Bréhier, 1999. Troglocyclocheilus khammouanensis ingår i släktet Troglocyclocheilus och familjen karpfiskar. IUCN kategoriserar arten globalt som sårbar. Inga underarter finns listade i Catalogue of Life.